# Orquesta El Arranque
L'Orquesta El Arranque è un'orchestra di tango argentino fondata nel 1996 a Buenos Aires in Argentina.

## Biografia
Fondata dal contrabbassista Ignacio Varchausky e dal bandoneonista Camilo Ferrero inizialmente sotto forma di quintetto, El Arranque ha sviluppato un repertorio che ha saputo subito incontrare il gusto della comunità tanguera. Alla fine del suo primo anno, El Arranque aveva già tenuto oltre 200 concerti in teatri e milonghe in tutta l'Argentina. L'album del debutto, intitolato semplicemente Tango (1998) è stato patrocinato da due figure leggendarie del mondo del tango, Leopoldo Federico e Nelly Omar, raggiungendo un successo a livello nazionale ed internazionale. Nel giugno-luglio di quello stesso anno El Arranque ha intrapreso la prima tournée in Europa, presentandosi presso il Tangomania Summer Festival '98 di Sasso Marconi in Italia, a Berlino, Stoccarda e Dresda. A dicembre l'orchestra è stata scelta dal Governo della Città di Buenos Aires per la notte di chiusura del primo Festival Internazionale di Tango di Buenos Aires, con un'esibizione all'aperto nella Avenida Corrientes, che, per l'occasione, era stata trasformata in milonga. Questo evento ha dato un enorme risalto all'orchestra, portando i quotidiani argentini Clarín e La Nación a definire El Arranque come "la rivelazione tanguera dell'anno". 
Il 1999 ha visto l'inizio di una nuova tournée europea della durata di due mesi in dodici città, tra le quali Londra, Parigi e Milano. A dicembre, El Arranque è stata nuovamente invitata a chiudere il secondo Festival Internazionale di Tango di Buenos Aires.
Con l'arrivo del 2000 il gruppo si era già affermato come l'orchestra di tango giovane più importante del mondo. Nell'ottobre dello stesso anno, El Arranque si è esibita presso il Romaeuropa Festival di Roma, all'interno di una serie di concerti intitolata L'Italia per il Tango: Buenos Aires a Roma. Dopo essersi esibita a Losanna e a Padova El Arranque è tornata a Buenos Aires per registrare il suo secondo CD, Cabulero, patrocinato da José Libertella, fondatore e direttore della prestigiosa orchestra Sexteto Mayor.
A gennaio-febbraio del 2001 El Arranque ha visitato quindici città dei Paesi Bassi con lo spettacolo Tango de Buenos Aires. A marzo sono rientrati a Buenos Aires per il lancio di Cabulero, CD che comprende anche un video musicale come ultima traccia. A maggio El Arranque si è esibita a New York con la Lincoln Center Jazz Orchestra, diretta da Wynton Marsalis. Questi concerti comprendevano musica originale (Concerto Grosso, per sette musicisti di tango e orchestra sinfonica, e Suite Borgeana, in sette movimenti) scritta per entrambe le orchestre da Wynton Marsalis e Ramiro Gallo, primo violino di El Arranque. A giugno l'orchestra si è esibita presso il Teatro nazionale Chaillot di Parigi durante la serie di concerti intitolata Buenos Aires Tango. Il 2001 si è chiuso con vari concerti a Buenos Aires e altre due tournée europee (Festival del Grec a Barcellona, Teatro Trinidade a Lisbona, Festival de Otoño a Madrid e una serie di concerti in Germania.
Da gennaio a marzo 2002, El Arranque ha tenuto 50 concerti in 40 città del Giappone e 10 a Taiwan, durante la famosa tournée legata alla Min-On Concert Association. Ad aprile l'orchestra ha tenuto due concerti presso il Kennedy Center di Washington, DC per il Festival Americartes ed è tornata a Buenos Aires per il lancio del terzo CD, Clásicos. Quest'ultimo ha venduto quasi 10 000 copie nella sola Argentina, diventando uno dei best seller del tango del 2002.
A novembre del 2002 El Arranque è tornata in Europa per registrare il suo primo CD dal vivo, intitolato En Vivo en la Rete Due de Suiza. Il concerto si è tenuto presso il famoso auditorium della radio Rete 2 di Lugano in Svizzera. L'album è uscito in due versioni, una semplice ed una sotto forma di cofanetto contenente un libro di fotografie a colori e citazioni. La tournée è proseguita in Italia, Germania e a Londra, con cinque concerti presso la Porchester Hall.
A gennaio del 2003 El Arranque ha intrapreso una tournée in dieci città della Norvegia, sotto gli auspici del Norwegian Concert Institute. A febbraio dello stesso anno l'orchestra ha preso parte alla quinta edizione del Festival Internazionale di Tango di Buenos Aires, esibendosi davanti a 20.000 persone in Avenida Corrientes. Allo stesso tempo, El Arranque si esibiva una volta a settimana presso il Club del Vino, un locale musicale di Buenos Aires. Quello stesso anno il gruppo ha partecipato alla produzione e alla registrazione del nuovo CD della cantante di tango Lidia Borda, intitolato Tal vez será su voz, e a novembre ha intrapreso una tournée in Colombia.
Nel marzo del 2004 El Arranque, con il suo CD dal vivo En Vivo en la Rete Due de Suiza, ha vinto il premio Carlos Gardel per la Migliore Registrazione di Tango del 2003. A giugno l'orchestra è stata invitata a partecipare all'edizione 2004 del Genova Tango Festival. Il repertorio speciale preparato per l'occasione comprendeva opere dei maestri Néstor Marconi, Julio Pane, Raúl Garello e Mauricio Marcelli come solisti e compositori invitati, con arrangiamenti speciali di Ramiro Gallo. Questa straordinaria collaborazione intergenerazionale ha ispirato il quinto CD di El Arranque, intitolato Maestros. Nel novembre 2004 El Arranque è stata invitata negli USA per esibirsi nell'ambito dell'International Music and Performing Arts in Communities Tour (IMPACT), presentato dall'Ohio Arts Council (OAC) in associazione con l'Ohio Arts Presenters Network (OAPN), l'Arts Midwest e il Pennsylvania Council on the Arts, con concerti a Lancaster, Cleveland, Akron, Dayton, Cincinnati, Sandusky, Springfield, Urbana, Columbus, Newark e Dover in Ohio e ad Erie, Allegheny College a Meadville nonché a Franklin in Pennsylvania. L'anno si è concluso con dei concerti in Cile ed Uruguay e l'orchestra è stata nominata ai Latin Grammy.
Il 2005 è iniziato con una nuova tournée in Giappone, organizzata ancora una volta dalla Min On Association, sulla scia dell'enorme successo ottenuto da El Arranque in quel paese. In soli due mesi hanno tenuto 46 concerti in città quali Tokio, Osaka, Kyoto e Sapporo. Quello stesso anno El Arranque ha intrapreso anche una tournée del Brasile per la prima volta, esibendosi presso importanti teatri quali il Guairão a Curitiba e il Canecão a Rio de Janeiro. Il 2005 si è concluso con una serie di concerti presso il Carnevale Culturale di Valparaíso nella Plaza Sotomayor di fronte ad un pubblico di oltre 10.000 persone.
Nel giugno del 2006 l'orchestra ha preso parte nuovamente al Festival Buenos Aires Tango III presso il Teatro Nazionale Chaillot a Parigi, e si è presentata di nuovo a Stoccarda. A settembre El Arranque si è esibita all'interno del primo Festival Buenos Aires Tango presso l'Auditorium Parco della Musica di Roma e presso la Biennale de la Danse di Lione. A dicembre hanno celebrato il loro decimo anniversario con una serie di concerti presso il locale La Trastienda di Buenos Aires, insieme ai colleghi Lidia Borda, Ariel Ardit, Ramiro Gallo e molti altri con cui avevano condiviso il progetto nell'ultimo decennio.
A marzo 2007 El Arranque ha intrapreso il suo primo viaggio a Hong Kong per prendere parte al trentacinquesimo Hong Kong Arts Festival. Ha inoltre vinto il premio Juan Canaro, assegnato da SADAIC, come rivelazione di tango dell'ultimo decennio. L'orchestra ha poi preso parte per la seconda volta alla quindicesima settimana musicale Llao Llao di Bariloche.
Nel 2008, quattro anni dopo l'uscita del loro ultimo album, El Arranque ha presentato il sesto CD, intitolato Nuevos, subito nominato per i premi Gardel come miglior disco di tango, presso il teatro 25 de Mayo di Buenos Aires. Le sedici tracce contengono le migliori opere originali dei musicisti stessi di El Arranque e dei colleghi della loro generazione. L'album è uscito in due versioni, una semplice ed un cofanetto a colori contenente un gioco nello stile dei quiz più il gioco dell'oca, ispirato dalle varie esperienze maturate da El Arranque nel mondo del tango nei suoi dodici anni di carriera. Il gioco contiene delle pedine in cartone raffiguranti i vari componenti dell'orchestra insieme ad un dado in miniatura e un libretto di domande e risposte. A settembre l'orchestra è tornata a Roma per prendere parte alla seconda edizione del Festival Buenos Aires Tango presso l'Auditorium Parco della Musica.
il 30 novembre 2011, con l'album Raras partituras 6, inciso insieme a Leopoldo Federico, hanno vinto il Premio Gardel (Argentina) come Miglior Album di una Orchestra di Tango.

## Formazione attuale
- Camilo Ferrero (Primo Bandoneón)
- Marco Antonio Fernández (Secondo Bandoneón)
- Guillermo Rubino (Primo Violino)
- Gustavo Mulé (Secondo Violino)
- Martín Vázquez (Chitarra Elettrica)
- Ignacio Varchausky (Contrabbasso)
- Ariel Rodríguez (Pianoforte)

## Ex componenti
- Ramiro Boero (Secondo Bandoneón)
- Osiris Rodriguez (Secondo Violino)
- Noelia Moncada (Voce)
- Ariel Ardit (voce)

## Discografia
- 1998 – Tango (Epsa Music)
- 2001 – Cabulero (Epsa Music)
- 2002 – Clásicos (Epsa Music)
- 2003 – En Vivo en la Rete Due de Suiza (Epsa Music)
- 2004 – Maestros (Epsa Music)
- 2008 – Nuevos (Epsa Music)
- 2011 – Raras Partituras 6 (Epsa Music)

## Collaborazioni
- 2003 – Tal vez será su voz Lidia Borda
- 2008 – A tiempo Noelia Moncada